# Daniel Serra
Daniel Gardano Serra (São Paulo, Brasil, 24 de marzo de 1984) es un piloto profesional de automovilismo brasileño. Desde 2007 compite en el Stock Car Brasil/Stock Car Pro Series, siendo tricampeón en 2017, 2018 y 2019, subcampeón 2021 y tercero en 2016 y 2020.
Es hijo del expiloto de Fórmula 1 Chico Serra, por lo que es apodado Serrinha.

## Inicios
Su padre le compró un kart recién a los 11 años de edad. Luego de competir en kartin, Serra pasó a los monoplazas en 2002 para correr en la Fórmula Renault Brasileña. El piloto resultó subcampeón en 2004.
Luego disputó la Eurocopa de Fórmula Renault 2005, puntuando en cinco carreras de 16. De vuelta en Brasil, el piloto obtuvo tres victorias en la Stock Car Light, por lo que resultó subcampeón por detrás de Marcos Gomes.

## Stock Car
El paulista debutó en el Stock Car Brasil 2007 con el equipo Red Bull-Amir Nasr. Al volante de un Volkswagen Bora, obtuvo un tercer puesto en su primera prueba, un quinto en la segunda, y seis top 10 en las 12 carreras de la temporada. Así, se ubicó octavo en la tabla de posiciones general. En 2008 obtuvo un noveno puesto y dos undécimos, quedando relegado a la 27ª colocación final.
Red Bull pasó a patrocinar el equipo WA Mattheis a partir de 2009, manteniendo a Serra en la nueva estructura. Logró su primer triunfo en Jacarepaguá con su Peugeot 307, y obtuvo además un cuarto puesto, un quinto y un sexto. Así, culminó el año en el noveno puesto de campeonato. En 2010 acumuló tres cuartos lugares, un sexto lugar y seis top 10 en 12 carreras, repitiendo así la novena posición final.
Serra siguió con Red Bull-WA Mattheis en 2011, ahora con el nuevo Peugeot 408. Consiguió un triunfo en Velopark, dos segundos lugares y un octavo, lo que le bastó para colocarse quinto en el campeonato.
Su equipo cambió de marca en 2012, por lo que el paulista corrió con un Chevrolet Sonic en el Stock Car Brasil. Triunfó en Ribeirão Preto y acumuló tres terceros lugares, un cuarto y dos sextos. Eso le permitió alcanzar la cuarta posición final, por detrás de su compañero de equipo Cacá Bueno, Ricardo Maurício y Átila Abreu.
En 2013, el piloto venció tres veces en Curitiba, Velopark y Tarumã con el equipo Red Bull, y acumuló seis podios y ocho top 5. Por tanto, culminó cuarto en el campeonato por detrás de Maurício, Thiago Camilo y Bueno.
Continuando con Red Bull en el Stock Car Brasil 2014, Serra obtuvo dos victorias, cinco podios y siete top 5 en 21 carreras. Esto le permitió ubicarse quinto en el campeonato de pilotos.
El piloto resultó sexto en el campeonato 2015, con dos victorias y seis podios en 21 carreras. En 2016 obtuvo una victoria, tres podios y seis top 5 en 21 carreras, acabando asó tercero en el campeonato.

## GT
En 2007, Serra participó en las Mil Milhas Brasil para el equipo JMB con una Ferrari F430 junto a su padre y Francisco Longo, llegando sexto en la clase GT2 a ocho vueltas del ganador. También disputó dos fechas del Open Internacional de GT 2007 con JMB, y dos en 2008 con Osona.
El paulista comenzó a disputar el GT Brasil en 2008. En 2009 consiguió una victoria y seis podios con Ferrari. El piloto obtuvo el quinto puesto de campeonato en 2010 con una Lamborghini Gallardo junto a Chico Longo, con un saldo de dos victorias y seis podios. Ese mismo año, disputó la fecha de Interlagos del Campeonato Mundial de GT1 con una Maserati MC12 junto a Longo.
En 2011 obtuvo tres podios en el GT Brasil, para ubicarse 11º en el campeonato. Luego de ausentarse en 2012, el piloto participó en tres fechas de 2013 con una Ferrari 458 Italia junto a Longo. Obtuvo victorias en tres carreras de seis junto a Longo, lo que le bastó para ubicarse quinto en el campeonato. También en 2013, disputó las 24 Horas de Daytona con Ferrari, acompañado de Longo, Raphael Matos y Xandinho Negrão.

## Otros turismos
Serra participó en la Copa Endurance Series del TC 2000 2009 con un Ford Focus oficial junto a Gabriel Ponce de León, logrando la victoria en Potrero de los Funes y el cuarto puesto en el minitorneo. En 2010 disputó nuevamente los 200 km de Buenos Aires con Ford junto a Ponce de León.
En 2011, el piloto disputó el Campeonato Brasileño de Marcas con un Honda Civic de su propio equipo. Acumuló dos victorias y siete podios en 16 carreras, por lo que resultó subcampeón por detrás de Thiago Camilo.

## Resultados

### Turismo Competición 2000
| Año  | Equipo   | Auto          | 1   | 2   | 3   | 4   | 5   | 6   | 7   | 8   | 9   | 10  | 11  | 12  | 13  | Res. | Puntos |
| ---- | -------- | ------------- | --- | --- | --- | --- | --- | --- | --- | --- | --- | --- | --- | --- | --- | ---- | ------ |
| 2009 |          |               | AG  | GR  | OBE | SMM | TRH | RES | BA  | CEN | SFE | SFE | SJU | SJU | PDF | -    | -      |
| 2009 | Ford YPF | Ford Focus I  |     |     |     |     | 21  |     | Ret |     |     |     |     |     | 1   | -    | -      |
| 2010 |          |               | PDE | SMM | GR  | AG  | RES | TRH | LR  | SFE | SFE | CEN | OBE | BA  | PDF | -    | -      |
| 2010 | Ford YPF | Ford Focus II |     |     |     |     |     |     |     |     |     |     |     | Ret |     | -    | -      |

#### Copa Endurance Series
| Año  | Equipo   | Auto         | 1   | 2   | 3   | Res. | Puntos |
| ---- | -------- | ------------ | --- | --- | --- | ---- | ------ |
| 2009 |          |              | TRH | BA  | PDF | 3°   | 32     |
| 2009 | Ford YPF | Ford Focus I | 21  | Ret | 1   | 3°   | 32     |

### Súper TC 2000
| Año  | Equipo               | Auto              | 1   | 2   | 3   | 4    | 5   | 6    | 7   | 8   | 9   | 10  | 11  | 12  | 13    | 14    | Res. | Puntos |
| ---- | -------------------- | ----------------- | --- | --- | --- | ---- | --- | ---- | --- | --- | --- | --- | --- | --- | ----- | ----- | ---- | ------ |
| 2014 |                      |                   | RAF | VIE | AG  | ROS  | TOA | BA   | RES | SFE | SFE | SJU | TRH | COD | PDF   |       | -    | -      |
| 2014 | Equipo Petronas      | Fiat Linea        |     |     |     |      |     | 8    |     |     |     |     |     |     |       |       | -    | -      |
| 2015 |                      |                   | JUN | ROS | OBE | TRH  | RAF | SL I | SFE | SFE | TOA | GR  | SMM | AG  | SL II |       | -    | -      |
| 2015 | Equipo Fiat Petronas | Fiat Linea        |     |     |     |      |     |      |     |     | Ret |     |     |     |       |       | -    | -      |
| 2016 |                      |                   | TRE | ROS | SMM | AG I | TRH | OBE  | BA  | SFE | SFE | TOA | SJU | GR  | GR    | AG II | -    | -      |
| 2016 | YPF Chevrolet        | Chevrolet Cruze I |     |     |     |      |     |      | 17† |     |     |     |     |     |       |       | -    | -      |

### Campeonato Mundial de Resistencia de la FIA
(Clave) (negrita indica pole position) (cursiva indica vuelta rápida)

| Año     | Escudería           | Clase     | Automóvil                | 1   | 2   | 3   | 4   | 5   | 6   | 7   | 8   | 9   | Pos. | Puntos | Ref.  |
| ------- | ------------------- | --------- | ------------------------ | --- | --- | --- | --- | --- | --- | --- | --- | --- | ---- | ------ | ----- |
| 2017    | Aston Martin Racing | LMGTE Pro | Aston Martin Vantage GTE | SIL | SPA | LMS | NÜR | MEX | COA | FUJ | SHA | BHR | 9.º  | 79     | [ 1 ] |
| 2017    | Aston Martin Racing | LMGTE Pro | Aston Martin Vantage GTE | 7   | 7   | 1   | 7   | Ret | 5   |     |     |     | 9.º  | 79     | [ 1 ] |
| 2018-19 | AF Corse            | LMGTE Pro | Ferrari 488 GTE          | SPA | LMS | SIL | FUJ | SHA | SEB | SPA | LMS |     | 6.º  | 71     | [ 2 ] |
| 2018-19 | AF Corse            | LMGTE Pro | Ferrari 488 GTE          |     | 4   |     |     |     | 4   |     | 1   |     | 6.º  | 71     | [ 2 ] |
| 2019-20 | AF Corse            | LMGTE Pro | Ferrari 488 GTE EVO      | SIL | FUJ | SHA | BHR | COA | SPA | LMS | BHR |     | 14.º | 37     | [ 3 ] |
| 2019-20 | AF Corse            | LMGTE Pro | Ferrari 488 GTE EVO      |     |     |     |     |     |     | 2   | 12  |     | 14.º | 37     | [ 3 ] |